# Hypnella ambrosia
Hypnella ambrosia là một loài rêu trong họ Sematophyllaceae. Loài này được M.A. Lewis & B. H. Allen mô tả khoa học đầu tiên năm 1992.